# Onthophagus cyobioides
Onthophagus cyobioides är en skalbaggsart som beskrevs av Antoine Boucomont 1921. Onthophagus cyobioides ingår i släktet Onthophagus och familjen bladhorningar. Inga underarter finns listade i Catalogue of Life.